# エリック・マスターソン
エリック・マスターソン（Eric Masterson、1970年3月23日 - ）は、アメリカ合衆国のポルノ俳優。2014年にAVN殿堂入り。

## 受賞
- AVN殿堂（2014年）[4]